# Шереметев, Сергей Васильевич (1786)
Сергей Васильевич Шереметев (7 сентября 1786 — 25 декабря 1834) — штабс-ротмистр казачьего полка, участник Бородинского сражения; камергер. Потомок младшего брата фельдмаршала Б. П. Шереметева, боярина Фёдора Петровича Шереметева.

## Биография
Единственный сын Василия Владимировича Шереметева (1743—1806), близкого друга графа А. Ф. Орлова, от брака с княжной Анной Семёновной Львовой (1759–1821). Его дед, Владимир Фёдорович, имел 35 тысяч десятин земли при селе Волочаново Волоколамского уезда, но «состояние быстро таяло в руках расточительных владельцев».
Детские годы провел в родительском подмосковном имение в селе Уборы. В службу вступил пажом его императорского величества, в 1801 году был определён в Государственную коллегию иностранных дел. В 1806 году был назначен переводчиком при Венской дипломатической миссии. Вышел в отставку по болезни в 1810 году в чине коллежского асессора. С началом войны 1812 года вступил на военную службу вольным казаком и участвовал в Бородинском сражении.
В 1825 году приобрел особое расположение Николая I и великого князя Михаила Павловича. В 1826—1834 годах возглавлял совет Странноприимного дома в Москве. В 1816 году был внесён в III часть дворянской родословной книги Московской губернии: имел владения в Волоколамском, Звенигородском, Рузском и Подольском уездах; также имел имения в Смоленской и Владимирской губерниях, всего — 1380 душ.

В 1826 году купил подмосковную  усадьбу Михайловское, в которой жил со своей многочисленной семьёй до своей смерти. По мнению современников, Шереметев был «человек чистой и добрейшей души, счастливый отец многочисленной семьи; добродушный и хлебосольный он собирал вокруг стола своего всех без paзличия званий и положений; чуткий и коренной русский человек, он отличался простодушием и верностью семейным преданиям». Скончался в Москве в 1834 году и был похоронен в семейной усыпальнице на кладбище Новоспасского монастыря. К. Я. Булгаков писал брату:
Я не был знаком с Шереметевым, но искренне о нем сожалею. Он был не стар и оставил большое семейство без состояния. Его смерть меня истинно опечалила.

## Семья
Жена (с 23 июня 1807 года) — Варвара Петровна Алмазова (1786—1857), одна из дочерей бригадира Петра Николаевича Алмазова (1756—1815) от брака его с княжной Марией Борисовной Голицыной (1758—21.02.1847). В молодости «Barbe Almazoff» (как звали её современники) слыла красавицей, о ней в своих записках упоминал Жихарев, а Вигель писал, как о женщине доброй, но не гениальной, некогда сияющей красотой в московском свете. За развитием её романа с Сергеем Шереметевым следила вся Москва. У Алмазовых был дом на Басманной и подмосковное село Вёшки, где они проводили лето. Сюда часто заезжал Шереметев, серьезно думая о браке. Влюбленные вели переписку, которую из предосторожности помещали в дупло старого дерева. Овдовев, жила с семьей в доме своего зятя графа Шереметева на Воздвиженке, где и умерла после долгой болезни (водянка). Её дневники и переписка были изданы в 1916 году. В браке имела десять детей:
- Мария Сергеевна (26.03.1808[12]—14.04.1810[13])
- Анна Сергеевна (07.05.1810[14]—11.06.1849), фрейлина, с 1835 года замужем за графом Д. Н. Шереметевым (1803—1871).
- Василий Сергеевич (22.06.1811[15]— 26.06.1871[16])
- Пётр Сергеевич (1812—1819)
- Екатерина Сергеевна (1813—1890), с 1831 года замужем за А. В. Шереметевым (1800—1859).
- Варвара Сергеевна (12.05.1815[17]—1881), с 1853 года замужем за князем А. Б. Голицыным (1791—1861).
- Софья Сергеевна (08.03.1817[18]—03.04.1819[19])
- Елизавета Сергеевна (24.12.1818[20]—1890), её руки долго и безуспешно искал генерал А. Л. Потапов, одновременно за ней ухаживал и также неудачно, один из ближайших друзей Пушкина, Владимир Петрович Горчаков (1800—1868). 29 апреля 1846 году[21] вышла замуж за композитора и пианиста барона  Ф. Делера (1814—1856). Скончалась в Москве и похоронена на Введенском кладбище.
- Сергей Сергеевич (12.02.1821[22]—1884), егермейстер.
- Борис Сергеевич (23.12.1822[23]—1906), композитор, автор романсов.

- Дети
- Анна
- Василий
- Екатерина
- Елизавета
- Варвара
- Сергей
- Борис